# Perodua Myvi
La Perodua Myvi est une automobile produite par le constructeur malaisien Perodua. Il s'agit d'une Daihatsu Sirion rebadgée.